# 馬稠後 (嘉義縣)
馬稠後，是臺灣嘉義縣鹿草鄉的一個傳統地域名稱，位於該鄉西北部凸出部分。相較於今日行政區，其範圍大致為豊稠村北半部。
本地區境內設有馬稠後產業園區。

## 歷史
台灣日治初期，馬稠後地區為一街庄（舊制街庄），稱為「馬稠後庄」，隸屬於大坵田西堡。該庄昔日北與下竹圍庄、大槺榔庄為鄰，東北與小槺榔庄為鄰，東與頂港仔墘庄為鄰，南邊東側一小段與鹿仔草庄為界，南邊西側大部分及西邊為新庄。
1901年（日治明治三十四年）11月11日，全台廢縣廳改設二十廳，該庄隸屬於嘉義廳。1904年（明治三十七年）2月20日，該庄編入「鴨母藔區」，隸屬於嘉義廳。1905年（明治三十八年）7月1日，嘉義廳內管轄區域調整，該庄改隸屬於「樸仔腳區」。1909年（明治四十二年）10月25日，全台合併二十廳為十二廳，樸仔腳區仍隸屬於嘉義廳。1920年（大正九年）10月1日，全台地方制度大改正，廢十二廳改設五州二廳，該庄改制為「馬稠後」大字，隸屬於臺南州東石郡鹿草庄（新制街庄）。
戰後鹿草庄改制為鹿草鄉，隸屬於臺南縣，大字亦改制為村。1950年10月25日，雲、嘉、南分治，鹿草鄉改隸屬嘉義縣。

## 聚落
該地區發展較早的聚落為馬稠後，在日治期初期的官方地圖上已有記載。

## 交通
省道台82線又稱「東西向快速公路－東石嘉義線」，經過本地區東北部及東部，並在境內鄉道嘉45線路口設有祥和交流道。由此可快速前往台82線沿線各地，或連接國道1號、國道3號以前往台灣西部南、北各地。
縣道167號是朴子至麻魚寮（實際終點為後潭）的道路，經過本地區南部側邊界地帶。由該道路（大方向）西行可前往朴子市朴子市區，並止於縣道157號、縣道168號共線路口，東行可前往鹿草鄉鹿草市區、太保市的後潭，並止於縣道168號路口。
鄉道嘉16線是崁後至馬稠後的道路，其東側端點（終點）位於本地區主聚落西南側的縣道167號路口。
鄉道嘉45線是蒜頭糖廠至馬稠後的道路，其南側端點（終點）位於本地區中部偏西南的縣道167號路口。
鄉道嘉45-1線是朴子永和至鹿草馬稠後的道路，也是省道台82線（東西向快速公路－東石嘉義線）的平面側車道，其東側端點（終點）位於本地區鄉道嘉45線路口。

## 產業
- 馬稠後產業園區